# Ignacio Olazo y Maruri
 Ignacio Olazo y Maruri (Guayaquil, Provincia de Quito, Imperio español, 7 de julio de 1749 - Ibídem, principios del siglo XIX) fue un religioso de Guayaquil.

## Biografía
Fue párroco de la Iglesia de la Concepción, iglesia que se perdería integra en el incendio de 1896, hijo del capitán José Pedro Olazo Galindo y de la guayaquileña María Dominga Maruri que nació en 1729 y falleció el 20 de junio de 1798 a los 69 años de edad. 
En 1787 luego de que el cabildo dispusiera la creación de la Parroquia Purísima Concepción el padre Olazo comenzó a gestionar ante el cabildo la obtención de dos solares que se ubicaban en las actuales calles Víctor Manuel Rendón y Pedro Carbo, a pesar de las tantas gestiones que realizó no pudo conseguir su cometido hasta que años después en 1796 los mercedarios mediante su influencia política lograron obtener aquellos terrenos que tanto había querido el padre Olazo y estos son nada menos que el actual emplazamiento de la Iglesia de la Merced.
En 1810 estuvo entre los candidatos para ser diputado por Guayaquil consiguiendo solo los votos de Merino, Ruiz y Casanova, siendo elegido su pariente José Joaquín de Olmedo hijo de su prima Ana Francisca de Maruri y Salavarría. No participó directamente en la jornada revolucionaria del 9 de octubre de 1820, pero el 23 de noviembre de 1821  el cabildo de Guayaquil elige 16 candidatos de los cuales 8  mediante sorteo serían miembros de la Junta Conservadora de la Libertad de prensa, entre los cuales Ignacio Olazo fue uno de los elegidos. En ese mismo año el 30 de diciembre bautizó a quien sería años después uno de los expresidentes de la república Gabriel García Moreno.
Integró el grupo de guayaquileños que querían mantener independendiente a la Provincia Libre de los Gobiernos de Colombia y Perú
En 1827 Simón Bolívar lo postuló para que fuera Obispo de Guayaquil, cargo que no logró concretarse.
El año de  1828 firma la representación del vecindario guayaquileño a Simón Bolívar.
Según el Cedulario de defunciones de la Catedral transcrito por el eminente Pedro Robles Chambers, en uno de los Boletines del Centro de Investigaciones Históricas, el Presbítero Olazo y Maruri, falleció en Guayaquil el 27 de abril de 1831.